# 攀枝花保安营机场
攀枝花保安营机场位于中華人民共和国四川省攀枝花市东南部，东区银江镇与仁和区金江镇交界的山顶之上。跑道海拔1976米，与山脚的金沙江相对高差约一千米。空中距离成都537公里、昆明193公里、大理173公里、丽江155公里、西昌165公里。飞行区等级为4C，跑道长度2800米，设有4个站坪机位，可起降波音737、空中客车A320等机型。

## 沿革
- 1999年12月28日，正式开工建设。
- 2001年4月13日，财政部与科威特阿拉伯经济发展基金会签订“关于攀枝花机场及九寨－黄龙机场项目贷款协定”，其中攀枝花机场贷款3087万美元。
- 2003年12月6日，建成通航[3]。
- 2009年12月，四川机场集团正式将攀枝花机场纳入旗下运营。
- 2011年2月，因滑坡地质灾害，机场停航整治，至4月30日重新开放，并增开了少量航线。
- 2011年6月24日，机场因地质灾害再度停航[4]。
- 2011年10月20日，地质灾害整治工程开工。
- 2013年6月29日，正式复航。[5][6]

## 机场情况
机场位于海拔1976米的山坡上，最大回填深度达123米，土石方挖填达5800万方，其中石方达4000万方，居中国机场第一。机场飞行区等级为4C级，本期跑道按2800米建设，远期按3000米规划，设有4个站坪机位，可起降波音737、空客A320等机型。机场拥有一座客运航站楼，按满足旅客吞吐量30万人次目标设计。

## 未来发展
2019年，机场决定对候机厅、停机坪进行扩容改造，预计未来可以达到旅客座椅量600多个、停机位7个。

### 停止迁建
2017年，攀枝花机场迁建工作启动。在前期工作中，开展了机场迁建选址研究。经研究，在市区30公里半径范围内筛选，仅双龙潭场址和晏家山场址条件相对适宜。2019年，攀枝花机场迁建项目获国家西部大开发重点项目资金支持，纳入《中国民用航空发展第十三个五年规划》运输机场建设项目前期工作迁建类，计划2019年完成新机场选址咨询论证工作。2019年，开展双龙潭场址研究论证；2021年，启动晏家山场址研究论证。
2023年，论证结果认为双龙潭场址和晏家山场址综合条件较保安营机场均没有明显改善提升。因此，将双龙潭场址作为机场迁建远期储备的首选场址，不再继续开展迁建研究论证，并转而开展保安营机场改扩建研究论证工作。

## 航空公司与航点
2021年夏秋航季
| 航空公司         | 目的地                                   |
| ---------------- | ---------------------------------------- |
| 中国国际航空(CA) | 成都双流                                 |
| 中国东方航空(MU) | 武汉、上海浦东(经停武汉)                 |
| 中国南方航空(CZ) | 南京                                     |
| 四川航空(3U)     | 成都双流、西安、重庆、北京首都(经停重庆) |
| 桂林航空(GT)     | 重庆、桂林                               |

## 交通接驳

### 公路连接
攀枝花市机场路由东区炳草岗片区紫荆山至攀枝花机场航站楼，全长24公里。其中紫荆山至独松树梁子为城区主干道，长6公里，双向6车道，在紫荆山、攀枝花学院东门附近、独松树梁子3处分别与攀枝花大道东段、新宏路、炳仁路3条主干道相连；独松树梁子至机场为郊区盘山路，长18公里，双向2车道，在凹乌林通过连接线与G5京昆高速公路攀枝花鱼塘出口连接。

### 公共交通
- 机场大巴，每天早上8:30和下午1:30发车，往返机场与川惠大酒店。[11]
- 出租车。

## 事故
2020年10月16日，由西安咸阳国际机场飞往攀枝花保安营机场的ZH9247航班（注册号为B-8667的空中客车A319执飞）在攀枝花落地时，客机在机场跑道外同机场设备发生接触，造成飞机和机场设备受损，事件没有造成人员伤亡，深航后续返回西安航班取消。民航监管机构已经介入此事展开调查。10月20日，有關16日的事故報告出台。報告指出，事發當天天气情況不佳，而飞机没有降落在跑道上，且跟跑道外地面发生接触。由於跑道外地面硬度远低于跑道硬度，飛機轮子可能会陷进地面中，從而造成機身損壞。